# Marioneta (tango)
 Marioneta es un tango estrenado en 1928, cuya letra pertenece a Armando Tagini en tanto que la música es de Juan José Guihandut. Fue grabado por Carlos Gardel en 1927 y la historia hace un paralelo entre la función de títeres y la vida de una muchacha..

## Los autores
Armando Tagini (Buenos Aires, Argentina, 9 de junio de 1906 – San Andrés, Argentina, 12 de junio de 1962 ) fue un cantante y compositor de tango cuyo nombre real era José María Tagini. Es recordado en especial por las letras de algunos de sus tangos, tales como La gayola (1927), Marioneta (1928)y Gloria (1927), entre otros. Carlos Gardel grabó esas piezas y también Buey manso (en 1930), Mano cruel (en 1928), Misa de 11 (en 1929) y Perfume de mujer (en 1927). 
Juan José Guihandut  (Buenos Aires, Argentina, 11 de noviembre de 1909 – ídem 17 de octubre de 1979 ) fue un músico y compositor que se dedicó al género del tango. Vinculado desde adolescente con la música, se dedicó a la composición y solamente realizó alguna esporádica actuación, más familiar que profesional.
Su tango "Perfume de mujer" obtuvo en 1927 el segundo puesto en el concurso de tango de los discos Nacional y fue grabado por Carlos Gardel. Otros dos tangos –con letra de Armando Tagini al igual que el anterior- que le grabó Gardel fueron "Marioneta” y "Misa de 11".

## El teatro de títeres en Buenos Aires
Se tiene constancia de un pedido de autorización al Cabildo de Buenos Aires hecho en 1791 para levantar un tablado para títeres, si bien se supone que hubo antecedentes anteriores. Un incremento de la actividad titiritera se produce con la llegada de artistas italianos y la fundación por Vito Cantone a fines del siglo XIX del Teatro de Sicilia, ubicado en el barrio de La Boca, al que siguieron otros titiriteros.

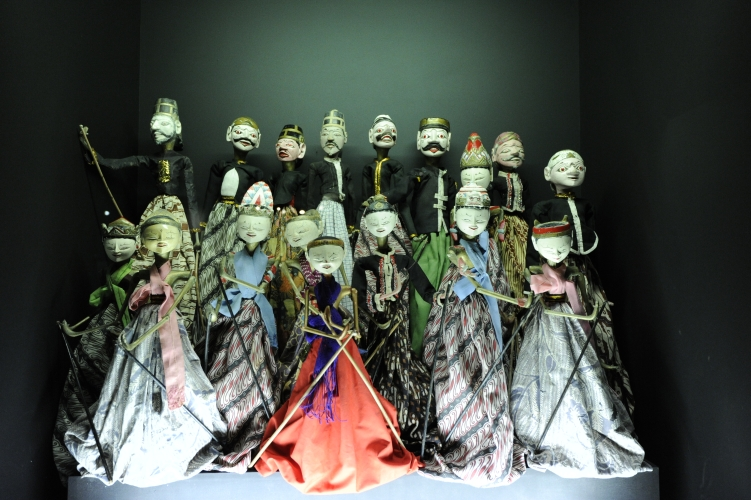
Marionetas

## La génesis de este tango
La letra describe el escenario de la acción en la primera estrofa que comienza:

Tenía aquella casa no sé qué suave encanto
en la belleza humilde del patio colonial

Sobre el origen de esta letra, Armando Tagini explicó que solía asistir con otros chicos del barrio de Balvanera a las funciones que en el patio de una vetusta casona de la calle Agüero al 300, cuando se llamaba Laprida, ofrecía un titiritero. Entre las que más ansiosas esperaban el espectáculo se encontraba una niña de unos 6 años muy pobre, que en el recuerdo de Tagini se llamaba María; subida a un banquito de madera, la niña aplaudía, gritaba, reía y  saltaba emocionada como ninguna otra ante los personajes que encendían su imaginación. Con el paso del tiempo los chicos crecieron, el titiritero no fue más y el patio quedó vacío. La niña –convertida ya en una señorita- se fue  del barrio para no regresar más y Tagini recién volvió a verla cuando tenía veinte años: era una de las alternadoras de un cabaret.

## Grabaciones
En 1928 grabaron este tango Azucena Maizani acompañada por piano y guitarras en el mes de septiembre, Ignacio Corsini, también con guitarras en el mismo mes y Carlos Gardel, en París, en octubre, con las guitarras de Guillermo Barbieri, José María Aguilar Porrás y José Ricardo, todos para el sello Odeón.
Posteriormente hubo otras grabaciones, incluidas las de Floreal Ruiz, primero con la orquesta de Alfredo De Angelis en julio de 1943 para Odeón y en 1944 con la de Aníbal Troilo para RCA Victor.